# Bengala (gatto)

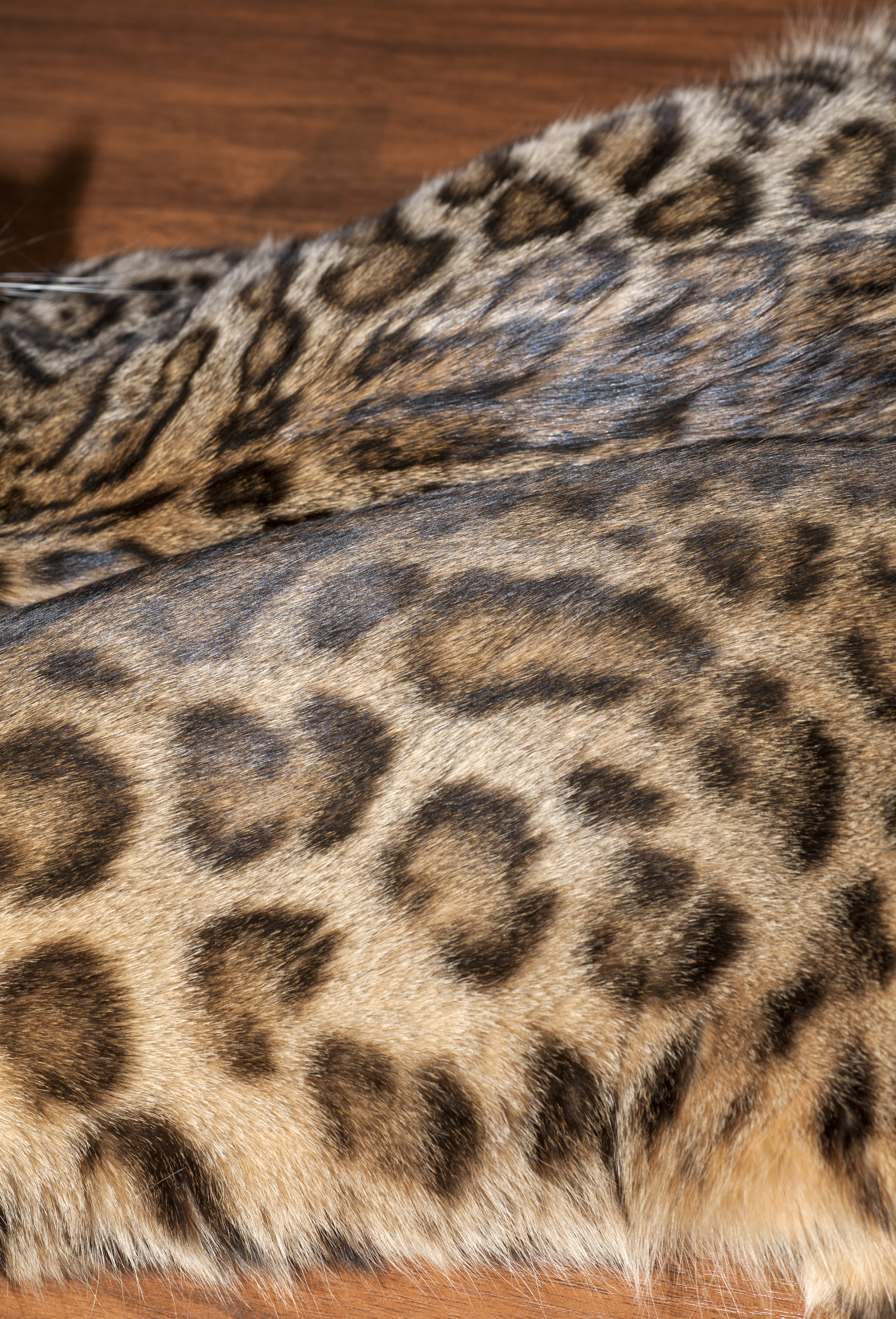
Mantello del gatto Bengala

Il bengala è una razza ibrida di gatto, nata dall'incrocio tra un gatto domestico e un gatto leopardo.

## Storia
La prima traccia dell'incrocio tra un gatto domestico e un gatto leopardo si ha nel 1889, quando Harrison Weir, un inglese con la passione per i gatti, la menzionò nel suo libro Our Cats and All About Them. Una seconda notizia dell'incrocio si ha in un giornale scientifico belga nel 1924 e successivamente nel 1941, anno in cui un editore giapponese stampò un articolo riguardo ad uno di loro, tenuto come animale domestico.
I primi tentativi di allevamento si fermarono tutti tra la prima e la seconda generazione. La prima allevatrice a portare avanti la razza è stata Jean Mill. Originaria dell'Iowa, aveva una laurea in psicologia al Pamona College e diversi master in genetica all'Università della California che lavorava attivamente in un programma di conservazione del gatto leopardo. Mill è stata la prima ad incrociare deliberatamente un gatto leopardo con un gatto domestico nero, anche se la razza non ha mai preso realmente il via fino al 1970, quando Mill decise di riprendere il progetto. Nel 1975 un gruppo dei suoi gatti venne donato alla Loma Linda University per uno studio genetico da parte di Willard Centerwall.
Il dottor Centerwall volle provare a rendere immuni dalla leucemia felina i gatti domestici incrociandoli con un esemplare di gatto leopardo asiatico. Non riuscì nell'intento, ma diede inizio ad una nuova razza, il "bengal", che venne così definita da Bill Enger nel 1974. Incroci sono avvenuti con esemplari di mau egiziano, burmese, abissino e ocicat, per rendere questo felino più docile verso l'uomo: i primi esemplari ottenuti avevano infatti un carattere selvatico ed alquanto nervoso.
Fu riconosciuto dalla TICA nel 1986. Successivamente venne riconosciuta dalla Governing Council of the Cat Fancy (GCCF) nel 1997, dalla FIFe e dalla Australian Cat Federation (ACF) nel 1999. Una delle ultime associazioni ad accettare la razza è stata la Cat Fanciers' Association (CFA), che qualificò un esemplare nella categoria degli incroci il 7 febbraio 2016. La CFA riconosce ed accetta un Bengala solo se questo è di categoria F6 o successiva, quindi solo se sono passate almeno sei generazioni dall'incrocio con il gatto leopardo.

## Descrizione
Si tratta di un gatto di media taglia, muscoloso; i maschi possono arrivare a pesare 7 kg, mentre le femmine di solito non superano i 5. La testa deve essere proporzionata, con profilo dritto ma è ammessa anche una leggera curva, e somigliante a quella dei suoi progenitori selvatici. Gli occhi sono grandi e rotondi, e sono ammessi tutti i colori. Il bengala esiste in varie colorazioni, al momento in Italia sono riconosciute: black spotted, seal lynx point (snow) e black silver. Un colore importante nella razza bengala è il charcoal, che viene direttamente dai geni dell'antenato selvatico: l'ALC. Le orecchie devono essere piccole e arrotondate. Il pelo è corto e setoso. La coda è di media lunghezza e con la punta arrotondata. La corporatura è atletica, mai tozza, muscolosa e snella allo stesso tempo. Un difetto che in un'esposizione felina può portare alla squalifica è la presenza di macchie bianche oppure il nodo alla coda.

### Carattere
Un gatto bengala è considerato un vero gatto domestico soltanto dopo la quarta generazione, perché prima è considerato ancora ibrido. Dalla quarta generazione in poi ha un carattere affettuoso e socievole. Adora saltare, correre e la compagnia umana e ha bisogno di spazio per correre, anche dentro le mura di casa o un giardino recintato. È un gatto affettuoso, ma dal carattere decisamente vivace.

### Cure
Durante la muta è necessario spazzolarlo più spesso, ma non necessita di cure diverse da quelle di un normale gatto domestico.